# Point d'écoulement
Le point d’écoulement d’une substance est la température minimale à laquelle elle s'écoule encore. On mesure souvent le point d’écoulement d’un pétrole brut, d’un gazole, d’un fioul, d'un fluide hydraulique ou d'un lubrifiant pour définir la faisabilité d’un pompage.
La technique et la procédure de mesure sont définies par des normes françaises (NF), anglaises (BP) ou américaines (ASTM). La norme ISO 3016 permet une mesure internationale de cette propriété physique,,.